# Eleições legislativas de 2019 em Leiria

## Resultados Oficiais
| Partido                 | Partido                              | Votos   | %               | +/-   |
| ----------------------- | ------------------------------------ | ------- | --------------- | ----- |
|                         | Partido Social Democrata             | 23 395  | 35,53 / 100,00  | -     |
|                         | Partido Socialista                   | 18 903  | 28,71 / 100,00  | 6,75  |
|                         | Bloco de Esquerda                    | 6 067   | 9,21 / 100,00   | 0,36  |
|                         | CDS – Partido Popular                | 4 201   | 6,38 / 100,00   | -     |
|                         | Pessoas–Animais–Natureza             | 2 066   | 3,14 / 100,00   | 1,90  |
|                         | CDU - Coligação Democrática Unitária | 1 828   | 2,78 / 100,00   | 0,33  |
|                         | CHEGA!                               | 922     | 1,40 / 100,00   | Novo  |
|                         | Aliança                              | 747     | 1,13 / 100,00   | Novo  |
|                         | Iniciativa Liberal                   | 734     | 1,11 / 100,00   | Novo  |
|                         | LIVRE                                | 673     | 1,02 / 100,00   | 0,19  |
|                         | Outros (com menos de 1,00%)          | 2 018   | 3,08 / 100,00   |       |
| Votos Inválidos         | Votos Inválidos                      | 4 292   | 6,52 / 100,00   | 1,44  |
| Total                   | Total                                | 65 846  | 100,00 / 100,00 |       |
| Eleitorado/Participação | Eleitorado/Participação              | 113 021 | 58,26 / 100,00  | 1,97  |
| Fonte                   | Fonte                                | [ 1 ]   | [ 1 ]           | [ 1 ] |

## Resultados por Freguesia
Os resultados seguintes referem-se aos partidos que obtiveram mais de 1,00% dos votos:
| Freguesia                         | %     | %     | %     | %     | %    | %    | %    | %    | %    | %    | Votantes |
| Freguesia                         | PSD   | PS    | BE    | CDS   | PAN  | CDU  | CH   | A    | IL   | L    | Votantes |
| --------------------------------- | ----- | ----- | ----- | ----- | ---- | ---- | ---- | ---- | ---- | ---- | -------- |
| Amor                              | 27,11 | 32,17 | 9,63  | 7,11  | 2,96 | 3,01 | 1,31 | 1,31 | 1,26 | 1,18 | 2 294    |
| Arrabal                           | 39,93 | 24,57 | 7,75  | 9,34  | 2,91 | 1,92 | 0,93 | 0,73 | 0,99 | 0,66 | 1 510    |
| Bajouca                           | 52,89 | 14,97 | 4,15  | 10,33 | 4,23 | 1,14 | 1,14 | 0,65 | 1,22 | 1,06 | 1 229    |
| Bidoeira de Cima                  | 60,30 | 13,60 | 3,46  | 6,37  | 1,81 | 0,39 | 1,57 | 0,94 | 0,71 | 0,79 | 1 272    |
| Caranguejeira                     | 51,12 | 20,73 | 4,60  | 7,90  | 2,32 | 0,94 | 1,38 | 0,79 | 0,86 | 0,45 | 2 672    |
| Coimbrão                          | 27,90 | 36,05 | 8,75  | 5,67  | 4,61 | 2,25 | 1,89 | 0,47 | 0,71 | 1,18 | 846      |
| Colmeias e Memória                | 51,19 | 24,19 | 4,91  | 5,76  | 2,48 | 0,85 | 0,53 | 0,63 | 1,00 | 0,74 | 1 893    |
| Leiria, Pousos, Barreira e Cortes | 32,67 | 30,02 | 10,94 | 5,58  | 3,53 | 3,56 | 1,40 | 1,37 | 1,44 | 1,13 | 17 331   |
| Maceira                           | 27,28 | 37,13 | 10,38 | 4,69  | 2,85 | 3,20 | 1,57 | 0,65 | 0,77 | 0,59 | 4 780    |
| Marrazes e Barosa                 | 27,88 | 32,68 | 11,32 | 4,61  | 4,04 | 4,15 | 1,82 | 1,54 | 1,16 | 1,53 | 11 422   |
| Milagres                          | 40,59 | 26,80 | 7,65  | 6,21  | 1,70 | 1,11 | 0,78 | 0,98 | 0,98 | 1,05 | 1 530    |
| Monte Real e Carvide              | 28,70 | 33,69 | 10,63 | 5,33  | 3,15 | 2,60 | 1,32 | 0,80 | 0,66 | 1,14 | 2 888    |
| Monte Redondo e Carreira          | 34,84 | 27,71 | 7,49  | 9,00  | 3,12 | 2,94 | 0,79 | 0,82 | 0,79 | 0,57 | 2 790    |
| Parceiros e Azoia                 | 31,93 | 31,22 | 11,47 | 5,33  | 3,43 | 2,99 | 1,40 | 1,09 | 1,55 | 0,99 | 3 940    |
| Regueira de Pontes                | 28,73 | 33,13 | 6,30  | 7,85  | 2,07 | 2,76 | 1,73 | 2,93 | 0,78 | 0,95 | 1 159    |
| Santa Catarina da Serra e Chainça | 57,88 | 15,72 | 4,55  | 9,37  | 1,87 | 0,45 | 0,56 | 0,49 | 0,83 | 0,62 | 2 882    |
| Santa Eufémia e Boa Vista         | 45,64 | 21,67 | 6,25  | 9,08  | 2,04 | 1,61 | 2,08 | 0,91 | 1,04 | 0,74 | 2 303    |
| Souto da Carpalhosa e Ortigosa    | 41,87 | 22,13 | 7,28  | 10,43 | 1,90 | 1,06 | 1,45 | 1,00 | 0,81 | 0,93 | 3 105    |
| Leiria                            | 35,53 | 28,71 | 9,21  | 6,38  | 3,14 | 2,78 | 1,40 | 1,13 | 1,11 | 1,02 | 65 846   |

#### Amor
| Partido                 | Partido                                         | Votos | %               | +/-  |
| ----------------------- | ----------------------------------------------- | ----- | --------------- | ---- |
|                         | Partido Socialista                              | 738   | 32,17 / 100,00  | 8,26 |
|                         | Partido Social Democrata                        | 622   | 27,11 / 100,00  | -    |
|                         | Bloco de Esquerda                               | 221   | 9,63 / 100,00   | 1,91 |
|                         | CDS – Partido Popular                           | 163   | 7,11 / 100,00   | -    |
|                         | CDU - Coligação Democrática Unitária            | 69    | 3,01 / 100,00   | 1,29 |
|                         | Pessoas–Animais–Natureza                        | 68    | 2,96 / 100,00   | 1,51 |
|                         | CHEGA!                                          | 30    | 1,31 / 100,00   | Novo |
|                         | Aliança                                         | 30    | 1,31 / 100,00   | Novo |
|                         | Iniciativa Liberal                              | 29    | 1,26 / 100,00   | Novo |
|                         | LIVRE                                           | 27    | 1,18 / 100,00   | 0,31 |
|                         | Partido Comunista dos Trabalhadores Portugueses | 25    | 1,09 / 100,00   | 0,01 |
|                         | Outros (com menos de 1,00%)                     | 68    | 2,96 / 100,00   |      |
| Votos Inválidos         | Votos Inválidos                                 | 204   | 8,89 / 100,00   | 3,19 |
| Total                   | Total                                           | 2 294 | 100,00 / 100,00 |      |
| Eleitorado/Participação | Eleitorado/Participação                         | 4 088 | 56,12 / 100,00  | 2,80 |

#### Arrabal
| Partido                 | Partido                              | Votos | %               | +/-  |
| ----------------------- | ------------------------------------ | ----- | --------------- | ---- |
|                         | Partido Social Democrata             | 603   | 39,93 / 100,00  | -    |
|                         | Partido Socialista                   | 371   | 24,57 / 100,00  | 7,74 |
|                         | CDS – Partido Popular                | 141   | 9,34 / 100,00   | -    |
|                         | Bloco de Esquerda                    | 117   | 7,75 / 100,00   | 0,24 |
|                         | Pessoas–Animais–Natureza             | 44    | 2,91 / 100,00   | 2,07 |
|                         | CDU - Coligação Democrática Unitária | 29    | 1,92 / 100,00   | 0,12 |
|                         | Outros (com menos de 1,00%)          | 106   | 7,02 / 100,00   |      |
| Votos Inválidos         | Votos Inválidos                      | 99    | 6,56 / 100,00   | 2,96 |
| Total                   | Total                                | 1 510 | 100,00 / 100,00 |      |
| Eleitorado/Participação | Eleitorado/Participação              | 2 397 | 63,00 / 100,00  | 3,48 |

#### Bajouca
| Partido                 | Partido                              | Votos | %               | +/-  |
| ----------------------- | ------------------------------------ | ----- | --------------- | ---- |
|                         | Partido Social Democrata             | 650   | 52,89 / 100,00  | -    |
|                         | Partido Socialista                   | 184   | 14,97 / 100,00  | 9,30 |
|                         | CDS – Partido Popular                | 127   | 10,33 / 100,00  | -    |
|                         | Pessoas–Animais–Natureza             | 52    | 4,23 / 100,00   | 3,69 |
|                         | Bloco de Esquerda                    | 51    | 4,15 / 100,00   | 0,52 |
|                         | Iniciativa Liberal                   | 15    | 1,22 / 100,00   | Novo |
|                         | CDU - Coligação Democrática Unitária | 14    | 1,14 / 100,00   | 0,09 |
|                         | CHEGA!                               | 14    | 1,14 / 100,00   | Novo |
|                         | LIVRE                                | 13    | 1,06 / 100,00   | 0,09 |
|                         | Outros (com menos de 1,00%)          | 30    | 2,44 / 100,00   |      |
| Votos Inválidos         | Votos Inválidos                      | 79    | 6,43 / 100,00   | 1,61 |
| Total                   | Total                                | 1 229 | 100,00 / 100,00 |      |
| Eleitorado/Participação | Eleitorado/Participação              | 1 791 | 68,62 / 100,00  | 0,96 |

#### Bidoeira de Cima
| Partido                 | Partido                     | Votos | %               | +/-  |
| ----------------------- | --------------------------- | ----- | --------------- | ---- |
|                         | Partido Social Democrata    | 767   | 60,30 / 100,00  | -    |
|                         | Partido Socialista          | 173   | 13,60 / 100,00  | 7,41 |
|                         | CDS – Partido Popular       | 81    | 6,37 / 100,00   | -    |
|                         | Bloco de Esquerda           | 44    | 3,46 / 100,00   | 0,92 |
|                         | Pessoas–Animais–Natureza    | 23    | 1,81 / 100,00   | 1,13 |
|                         | CHEGA!                      | 20    | 1,57 / 100,00   | Novo |
|                         | Reagir Incluir Reciclar     | 17    | 1,34 / 100,00   | Novo |
|                         | Outros (com menos de 1,00%) | 56    | 4,40 / 100,00   |      |
| Votos Inválidos         | Votos Inválidos             | 91    | 7,15 / 100,00   | 3,30 |
| Total                   | Total                       | 1 272 | 100,00 / 100,00 |      |
| Eleitorado/Participação | Eleitorado/Participação     | 2 061 | 61,72 / 100,00  | 0,96 |

#### Caranguejeira
| Partido                 | Partido                     | Votos | %               | +/-   |
| ----------------------- | --------------------------- | ----- | --------------- | ----- |
|                         | Partido Social Democrata    | 1 366 | 51,12 / 100,00  | -     |
|                         | Partido Socialista          | 554   | 20,73 / 100,00  | 11,30 |
|                         | CDS – Partido Popular       | 211   | 7,90 / 100,00   | -     |
|                         | Bloco de Esquerda           | 123   | 4,60 / 100,00   | 0,14  |
|                         | Pessoas–Animais–Natureza    | 62    | 2,32 / 100,00   | 1,24  |
|                         | CHEGA!                      | 37    | 1,38 / 100,00   | Novo  |
|                         | Outros (com menos de 1,00%) | 148   | 5,54 / 100,00   |       |
| Votos Inválidos         | Votos Inválidos             | 171   | 6,40 / 100,00   | 2,12  |
| Total                   | Total                       | 2 672 | 100,00 / 100,00 |       |
| Eleitorado/Participação | Eleitorado/Participação     | 4 376 | 61,06 / 100,00  | 0,72  |

#### Coimbrão
| Partido                 | Partido                              | Votos | %               | +/-  |
| ----------------------- | ------------------------------------ | ----- | --------------- | ---- |
|                         | Partido Socialista                   | 305   | 36,05 / 100,00  | 8,21 |
|                         | Partido Social Democrata             | 236   | 27,90 / 100,00  | -    |
|                         | Bloco de Esquerda                    | 74    | 8,75 / 100,00   | 1,09 |
|                         | CDS – Partido Popular                | 48    | 5,67 / 100,00   | -    |
|                         | Pessoas–Animais–Natureza             | 39    | 4,61 / 100,00   | 3,45 |
|                         | CDU - Coligação Democrática Unitária | 19    | 2,25 / 100,00   | 0,65 |
|                         | CHEGA!                               | 16    | 1,89 / 100,00   | Novo |
|                         | Reagir Incluir Reciclar              | 11    | 1,30 / 100,00   | Novo |
|                         | LIVRE                                | 10    | 1,18 / 100,00   | 0,60 |
|                         | Outros (com menos de 1,00%)          | 29    | 3,43 / 100,00   |      |
| Votos Inválidos         | Votos Inválidos                      | 59    | 6,97 / 100,00   | 0,57 |
| Total                   | Total                                | 846   | 100,00 / 100,00 |      |
| Eleitorado/Participação | Eleitorado/Participação              | 1 654 | 51,15 / 100,00  | 2,31 |

#### Colmeias e Memória
| Partido                 | Partido                     | Votos | %               | +/-   |
| ----------------------- | --------------------------- | ----- | --------------- | ----- |
|                         | Partido Social Democrata    | 969   | 51,19 / 100,00  | -     |
|                         | Partido Socialista          | 458   | 24,19 / 100,00  | 10,64 |
|                         | CDS – Partido Popular       | 109   | 5,76 / 100,00   | -     |
|                         | Bloco de Esquerda           | 93    | 4,91 / 100,00   | 0,13  |
|                         | Pessoas–Animais–Natureza    | 47    | 2,48 / 100,00   | 1,79  |
|                         | Iniciativa Liberal          | 19    | 1,00 / 100,00   | Novo  |
|                         | Outros (com menos de 1,00%) | 98    | 5,18 / 100,00   |       |
| Votos Inválidos         | Votos Inválidos             | 100   | 5,28 / 100,00   | 1,62  |
| Total                   | Total                       | 1 893 | 100,00 / 100,00 |       |
| Eleitorado/Participação | Eleitorado/Participação     | 3 991 | 47,43 / 100,00  | 1,47  |

#### Leiria, Pousos, Barreira e Cortes
| Partido                 | Partido                              | Votos  | %               | +/-  |
| ----------------------- | ------------------------------------ | ------ | --------------- | ---- |
|                         | Partido Social Democrata             | 5 662  | 32,67 / 100,00  | -    |
|                         | Partido Socialista                   | 5 203  | 30,02 / 100,00  | 3,57 |
|                         | Bloco de Esquerda                    | 1 896  | 10,94 / 100,00  | 0,19 |
|                         | CDS – Partido Popular                | 967    | 5,58 / 100,00   | -    |
|                         | CDU - Coligação Democrática Unitária | 617    | 3,56 / 100,00   | 0,04 |
|                         | Pessoas–Animais–Natureza             | 611    | 3,53 / 100,00   | 2,01 |
|                         | Iniciativa Liberal                   | 250    | 1,44 / 100,00   | Novo |
|                         | CHEGA!                               | 242    | 1,40 / 100,00   | Novo |
|                         | Aliança                              | 238    | 1,37 / 100,00   | Novo |
|                         | LIVRE                                | 195    | 1,13 / 100,00   | 0,11 |
|                         | Outros (com menos de 1,00%)          | 434    | 2,51 / 100,00   |      |
| Votos Inválidos         | Votos Inválidos                      | 1 016  | 5,86 / 100,00   | 1,01 |
| Total                   | Total                                | 17 331 | 100,00 / 100,00 |      |
| Eleitorado/Participação | Eleitorado/Participação              | 28 721 | 60,34 / 100,00  | 1,93 |

#### Maceira
| Partido                 | Partido                                         | Votos | %               | +/-   |
| ----------------------- | ----------------------------------------------- | ----- | --------------- | ----- |
|                         | Partido Socialista                              | 1 775 | 37,13 / 100,00  | 10,10 |
|                         | Partido Social Democrata                        | 1 304 | 27,28 / 100,00  | -     |
|                         | Bloco de Esquerda                               | 496   | 10,38 / 100,00  | 0,11  |
|                         | CDS – Partido Popular                           | 224   | 4,69 / 100,00   | -     |
|                         | CDU - Coligação Democrática Unitária            | 153   | 3,20 / 100,00   | 1,39  |
|                         | Pessoas–Animais–Natureza                        | 136   | 2,85 / 100,00   | 1,67  |
|                         | CHEGA!                                          | 75    | 1,57 / 100,00   | Novo  |
|                         | Partido Comunista dos Trabalhadores Portugueses | 49    | 1,01 / 100,00   | 0,60  |
|                         | Outros (com menos de 1,00%)                     | 236   | 4,95 / 100,00   |       |
| Votos Inválidos         | Votos Inválidos                                 | 332   | 6,94 / 100,00   | 1,73  |
| Total                   | Total                                           | 4 780 | 100,00 / 100,00 |       |
| Eleitorado/Participação | Eleitorado/Participação                         | 8 425 | 56,74 / 100,00  | 5,17  |

#### Marrazes e Barosa
| Partido                 | Partido                              | Votos  | %               | +/-  |
| ----------------------- | ------------------------------------ | ------ | --------------- | ---- |
|                         | Partido Socialista                   | 3 733  | 32,68 / 100,00  | 4,12 |
|                         | Partido Social Democrata             | 3 184  | 27,88 / 100,00  | -    |
|                         | Bloco de Esquerda                    | 1 293  | 11,32 / 100,00  | 1,07 |
|                         | CDS – Partido Popular                | 526    | 4,61 / 100,00   | -    |
|                         | CDU - Coligação Democrática Unitária | 474    | 4,15 / 100,00   | 0,49 |
|                         | Pessoas–Animais–Natureza             | 461    | 4,04 / 100,00   | 2,41 |
|                         | CHEGA!                               | 208    | 1,82 / 100,00   | Novo |
|                         | Aliança                              | 176    | 1,54 / 100,00   | Novo |
|                         | LIVRE                                | 175    | 1,53 / 100,00   | 0,58 |
|                         | Iniciativa Liberal                   | 132    | 1,16 / 100,00   | Novo |
|                         | Outros (com menos de 1,00%)          | 365    | 3,19 / 100,00   |      |
| Votos Inválidos         | Votos Inválidos                      | 695    | 6,08 / 100,00   | 0,89 |
| Total                   | Total                                | 11 422 | 100,00 / 100,00 |      |
| Eleitorado/Participação | Eleitorado/Participação              | 21 567 | 52,96 / 100,00  | 2,71 |

#### Milagres
| Partido                 | Partido                              | Votos | %               | +/-  |
| ----------------------- | ------------------------------------ | ----- | --------------- | ---- |
|                         | Partido Social Democrata             | 621   | 40,59 / 100,00  | -    |
|                         | Partido Socialista                   | 410   | 26,80 / 100,00  | 9,06 |
|                         | Bloco de Esquerda                    | 117   | 7,65 / 100,00   | 0,30 |
|                         | CDS – Partido Popular                | 95    | 6,21 / 100,00   | -    |
|                         | Pessoas–Animais–Natureza             | 26    | 1,70 / 100,00   | 1,14 |
|                         | CDU - Coligação Democrática Unitária | 17    | 1,11 / 100,00   | 0,81 |
|                         | LIVRE                                | 16    | 1,05 / 100,00   | 0,49 |
|                         | Outros (com menos de 1,00%)          | 89    | 5,82 / 100,00   |      |
| Votos Inválidos         | Votos Inválidos                      | 139   | 9,09 / 100,00   | 2,85 |
| Total                   | Total                                | 1 530 | 100,00 / 100,00 |      |
| Eleitorado/Participação | Eleitorado/Participação              | 2 836 | 53,95 / 100,00  | 1,63 |

#### Monte Real e Carvide
| Partido                 | Partido                              | Votos | %               | +/-  |
| ----------------------- | ------------------------------------ | ----- | --------------- | ---- |
|                         | Partido Socialista                   | 973   | 33,69 / 100,00  | 8,34 |
|                         | Partido Social Democrata             | 829   | 28,70 / 100,00  | -    |
|                         | Bloco de Esquerda                    | 307   | 10,63 / 100,00  | 0,99 |
|                         | CDS – Partido Popular                | 154   | 5,33 / 100,00   | -    |
|                         | Pessoas–Animais–Natureza             | 91    | 3,15 / 100,00   | 2,01 |
|                         | CDU - Coligação Democrática Unitária | 75    | 2,60 / 100,00   | 1,41 |
|                         | CHEGA!                               | 38    | 1,32 / 100,00   | Novo |
|                         | LIVRE                                | 33    | 1,14 / 100,00   | 0,34 |
|                         | Reagir Incluir Reciclar              | 33    | 1,14 / 100,00   | Novo |
|                         | Outros (com menos de 1,00%)          | 126   | 4,36 / 100,00   |      |
| Votos Inválidos         | Votos Inválidos                      | 229   | 7,93 / 100,00   | 2,02 |
| Total                   | Total                                | 2 888 | 100,00 / 100,00 |      |
| Eleitorado/Participação | Eleitorado/Participação              | 4 996 | 57,81 / 100,00  | 0,12 |

#### Monte Redondo e Carreira
| Partido                 | Partido                              | Votos | %               | +/-  |
| ----------------------- | ------------------------------------ | ----- | --------------- | ---- |
|                         | Partido Social Democrata             | 972   | 34,84 / 100,00  | -    |
|                         | Partido Socialista                   | 773   | 27,71 / 100,00  | 7,89 |
|                         | CDS – Partido Popular                | 251   | 9,00 / 100,00   | -    |
|                         | Bloco de Esquerda                    | 209   | 7,49 / 100,00   | 0,02 |
|                         | Pessoas–Animais–Natureza             | 87    | 3,12 / 100,00   | 2,04 |
|                         | CDU - Coligação Democrática Unitária | 82    | 2,94 / 100,00   | 0,43 |
|                         | Outros (com menos de 1,00%)          | 193   | 6,91 / 100,00   |      |
| Votos Inválidos         | Votos Inválidos                      | 223   | 7,99 / 100,00   | 1,96 |
| Total                   | Total                                | 2 790 | 100,00 / 100,00 |      |
| Eleitorado/Participação | Eleitorado/Participação              | 4 853 | 57,49 / 100,00  | 0,65 |

#### Parceiros e Azoia
| Partido                 | Partido                              | Votos | %               | +/-  |
| ----------------------- | ------------------------------------ | ----- | --------------- | ---- |
|                         | Partido Social Democrata             | 1 258 | 31,93 / 100,00  | -    |
|                         | Partido Socialista                   | 1 230 | 31,22 / 100,00  | 6,17 |
|                         | Bloco de Esquerda                    | 452   | 11,47 / 100,00  | 0,33 |
|                         | CDS – Partido Popular                | 210   | 5,33 / 100,00   | -    |
|                         | Pessoas–Animais–Natureza             | 135   | 3,43 / 100,00   | 2,05 |
|                         | CDU - Coligação Democrática Unitária | 118   | 2,99 / 100,00   | 0,02 |
|                         | Iniciativa Liberal                   | 61    | 1,55 / 100,00   | Novo |
|                         | CHEGA!                               | 55    | 1,40 / 100,00   | Novo |
|                         | Aliança                              | 43    | 1,09 / 100,00   | Novo |
|                         | Outros (com menos de 1,00%)          | 150   | 3,80 / 100,00   |      |
| Votos Inválidos         | Votos Inválidos                      | 228   | 5,78 / 100,00   | 0,34 |
| Total                   | Total                                | 3 940 | 100,00 / 100,00 |      |
| Eleitorado/Participação | Eleitorado/Participação              | 6 267 | 62,87 / 100,00  | 2,81 |

#### Regueira de Pontes
| Partido                 | Partido                              | Votos | %               | +/-   |
| ----------------------- | ------------------------------------ | ----- | --------------- | ----- |
|                         | Partido Socialista                   | 384   | 33,13 / 100,00  | 11,55 |
|                         | Partido Social Democrata             | 333   | 28,73 / 100,00  | -     |
|                         | CDS – Partido Popular                | 91    | 7,85 / 100,00   | -     |
|                         | Bloco de Esquerda                    | 73    | 6,30 / 100,00   | 1,20  |
|                         | Aliança                              | 34    | 2,93 / 100,00   | Novo  |
|                         | CDU - Coligação Democrática Unitária | 32    | 2,76 / 100,00   | 0,04  |
|                         | Pessoas–Animais–Natureza             | 24    | 2,07 / 100,00   | 1,08  |
|                         | CHEGA!                               | 20    | 1,73 / 100,00   | Novo  |
|                         | Partido da Terra                     | 18    | 1,55 / 100,00   | 0,56  |
|                         | Outros (com menos de 1,00%)          | 52    | 4,49 / 100,00   |       |
| Votos Inválidos         | Votos Inválidos                      | 98    | 8,45 / 100,00   | 2,02  |
| Total                   | Total                                | 1 159 | 100,00 / 100,00 |       |
| Eleitorado/Participação | Eleitorado/Participação              | 1 866 | 62,11 / 100,00  | 0,73  |

#### Santa Catarina da Serra e Chainça
| Partido                 | Partido                     | Votos | %               | +/-  |
| ----------------------- | --------------------------- | ----- | --------------- | ---- |
|                         | Partido Social Democrata    | 1 668 | 57,88 / 100,00  | -    |
|                         | Partido Socialista          | 453   | 15,72 / 100,00  | 5,76 |
|                         | CDS – Partido Popular       | 270   | 9,37 / 100,00   | -    |
|                         | Bloco de Esquerda           | 131   | 4,55 / 100,00   | 0,85 |
|                         | Pessoas–Animais–Natureza    | 54    | 1,87 / 100,00   | 1,41 |
|                         | Outros (com menos de 1,00%) | 156   | 5,42 / 100,00   |      |
| Votos Inválidos         | Votos Inválidos             | 150   | 5,21 / 100,00   | 0,82 |
| Total                   | Total                       | 2 882 | 100,00 / 100,00 |      |
| Eleitorado/Participação | Eleitorado/Participação     | 4 252 | 67,78 / 100,00  | 1,37 |

#### Santa Eufémia e Boa Vista
| Partido                 | Partido                              | Votos | %               | +/-  |
| ----------------------- | ------------------------------------ | ----- | --------------- | ---- |
|                         | Partido Social Democrata             | 1 051 | 45,64 / 100,00  | -    |
|                         | Partido Socialista                   | 499   | 21,67 / 100,00  | 9,58 |
|                         | CDS – Partido Popular                | 209   | 9,08 / 100,00   | -    |
|                         | Bloco de Esquerda                    | 144   | 6,25 / 100,00   | 0,02 |
|                         | CHEGA!                               | 48    | 2,08 / 100,00   | Novo |
|                         | Pessoas–Animais–Natureza             | 47    | 2,04 / 100,00   | 1,10 |
|                         | CDU - Coligação Democrática Unitária | 37    | 1,61 / 100,00   | 0,23 |
|                         | Iniciativa Liberal                   | 24    | 1,04 / 100,00   | Novo |
|                         | Outros (com menos de 1,00%)          | 103   | 4,48 / 100,00   |      |
| Votos Inválidos         | Votos Inválidos                      | 141   | 6,13 / 100,00   | 1,45 |
| Total                   | Total                                | 2 303 | 100,00 / 100,00 |      |
| Eleitorado/Participação | Eleitorado/Participação              | 3 767 | 61,14 / 100,00  | 2,38 |

#### Souto da Carpalhosa e Ortigosa
| Partido                 | Partido                              | Votos | %               | +/-   |
| ----------------------- | ------------------------------------ | ----- | --------------- | ----- |
|                         | Partido Social Democrata             | 1 300 | 41,87 / 100,00  | -     |
|                         | Partido Socialista                   | 687   | 22,13 / 100,00  | 11,06 |
|                         | CDS – Partido Popular                | 324   | 10,43 / 100,00  | -     |
|                         | Bloco de Esquerda                    | 226   | 7,28 / 100,00   | 2,04  |
|                         | Pessoas–Animais–Natureza             | 59    | 1,90 / 100,00   | 0,87  |
|                         | CHEGA!                               | 45    | 1,45 / 100,00   | Novo  |
|                         | CDU - Coligação Democrática Unitária | 33    | 1,06 / 100,00   | 0,25  |
|                         | Aliança                              | 31    | 1,00 / 100,00   | Novo  |
|                         | Outros (com menos de 1,00%)          | 162   | 5,22 / 100,00   |       |
| Votos Inválidos         | Votos Inválidos                      | 238   | 7,66 / 100,00   | 2,38  |
| Total                   | Total                                | 3 105 | 100,00 / 100,00 |       |
| Eleitorado/Participação | Eleitorado/Participação              | 5 113 | 60,73 / 100,00  | 0,91  |